# Овертон Тауншип (округ Бредфорд, Пенсільванія)
Овертон Тауншип (англ. Overton Township) — селище (англ. township) в США, в окрузі Бредфорд штату Пенсільванія. Населення — 241 особа (2020).

## Демографія
Згідно з переписом 2010 року, у селищі мешкало 247 осіб у 105 домогосподарствах у складі 68 родин. Було 297 помешкань
Расовий склад населення:
| - 97,2 % — білих - 0,8 % — корінних американців - 0,4 % — чорних або афроамериканців |

До двох чи більше рас належало 1,6 %. Частка іспаномовних становила 0,0 % від усіх жителів.
За віковим діапазоном населення розподілялося таким чином: 20,2 % — особи молодші 18 років, 62,0 % — особи у віці 18—64 років, 17,8 % — особи у віці 65 років та старші. Медіана віку мешканця становила 47,5 року. На 100 осіб жіночої статі у селищі припадало 107,6 чоловіків;  на 100 жінок у віці від 18 років та старших — 101,0 чоловіків також старших 18 років.
Середній дохід на одне домашнє господарство  становив 58 036 доларів США (медіана — 48 571), а середній дохід на одну сім'ю — 66 190 доларів (медіана — 55 417). За межею бідності перебувало 8,0 % осіб, у тому числі 3,6 % дітей у віці до 18 років та 14,5 % осіб у віці 65 років та старших.
Цивільне працевлаштоване населення становило 101 особа. Основні галузі зайнятості: освіта, охорона здоров'я та соціальна допомога — 19,8 %, виробництво — 18,8 %, роздрібна торгівля — 17,8 %.